# Siri
Siri [ˈsɪri] — персональний помічник і питально-відповідальна система, адаптована під iOS. Цей додаток спілкується природною мовою, щоб відповідати на питання і давати рекомендації. Siri пристосовується до кожного користувача індивідуально, вивчаючи його особливості протягом тривалого часу.

## Історія
Siri почали розробляти у грудні 2007 року Даг Кітлаусс (CEO), Адам Чейер і Том Грюбер спільно з Норманом Винарським з SRI International. 
Спочатку Siri була доступна в App Store як додаток для iOS від Siri Inc. Надалі, 28 квітня 2010 року, Siri Inc. придбала корпорація Apple. До того, як Apple придбала Siri, було оголошено, що їх програмне забезпечення буде доступно для телефонів BlackBerry і телефонів під управлінням Android, але потім ці плани було скасовано.
Починаючи з iOS 5, Siri є невіддільною частиною операційної системи iOS. Вона доступна починаючи з iPhone 4S та пізніше; iPad третього покоління та пізніше; iPad mini усіх поколінь та iPod Touch п'ятого покоління. Незважаючи на це, хакери змогли пристосувати Siri для старих моделей iPhone, iPad та iPod touch. 8 листопада 2011 Apple публічно заявила, що у неї немає планів на інтеграцію Siri в старі моделі iPhone, у зв'язку з відсутністю на них чипа фільтрації фонового шуму.

## Фінансування
13 жовтня 2008 року Siri отримала фінансування у розмірі $8,5 млн від Menlo Ventures і Morgenthaler Ventures. У листопаді 2009 року група розробників отримала додаткове фінансування в розмірі $15,5 млн від тих же інвесторів, але в цей раз на чолі з гонконзьким мільйонером Лі Цзяченом. Даг Кітлаусс покинув пост генерального директора після того, як Apple випустила iPhone 4S.

## Інтеграція в iOS
iPhone 4S
4 жовтня 2011 року Siri було включено в програмне забезпечення iPhone 4S. Siri передбачає діалогову взаємодію з багатьма додатками, включаючи нагадування, погоду, акції, передачу повідомлень, електронну пошту, календар, контакти, примітки, музику, годинник, веббраузер і карти. Підтримується англійська (США, Велика Британія, Канада і Австралія), німецька, японська та французькі мови. Надалі були додані китайська, італійська, корейська, іспанська та російська мови.
iPhone 5
Із запуском нової версії iOS з'явилися нові наступні функції: 
- Siri зможе рекомендувати ресторани, фільми, а також бронювати квитки і столики;
- Надавати інформації про спортивні ігри (рахунок, біографія, склад, матчі);
- Відкривати програми;
- Писати в Twitter, Facebook;
- Показувати маршрути на картах;
- Використовувати додаток Apple Store (наприклад, команда «Buy iPhone 5»).

iPhone 7,8 та x(10)
У цих айфонах на IOS 11 Siri отримала більше функцій, які дають їй змогу відповідати на більше запитань. Вона може: викликати таксі, перекачати гроші з картки на картку (при наявному підключенню до Apple Pay), подзвонити, написати СМС, запустити світлину у соціальних мережах, знайти інформацію у Вікіпедії та браузері, розказати прогноз погоди, керувати вашим «розумним будинком», змінити базові параметри замість вас, переглянути ваші фотографії і навіть заспівати.

## Доступні мови
| Мова       | Країна          | Версія iOS          |
| ---------- | --------------- | ------------------- |
| Англійська | США             | Починаючи з iOS 5.0 |
| Англійська | Велика Британія | Починаючи з iOS 5.0 |
| Англійська | Австралія       | Починаючи з iOS 5.0 |
| Англійська | Канада          | Починаючи з iOS 6.0 |
| Французька | Франція         | Починаючи з iOS 5.0 |
| Французька | Канада          | Починаючи з iOS 6.0 |
| Французька | Швейцарія       | Починаючи з iOS 6.0 |
| Німецька   | Німеччина       | Починаючи з iOS 5.0 |
| Німецька   | Швейцарія       | Починаючи з iOS 6.0 |
| Японська   | Японія          | Починаючи з iOS 5.1 |
| Іспанська  | Іспанія         | Починаючи з iOS 6.0 |
| Іспанська  | Мексика         | Починаючи з iOS 6.0 |
| Іспанська  | США             | Починаючи з iOS 6.0 |
| Італійська | Італія          | Починаючи з iOS 6.0 |
| Італійська | Швейцарія       | Починаючи з iOS 6.0 |
| Корейська  | Південна Корея  | Починаючи з iOS 6.0 |
| Китайська  | Китай           | Починаючи з iOS 6.0 |
| Китайська  | Тайвань         | Починаючи з iOS 6.0 |
| Китайська  | Гонконг         | Починаючи з iOS 6.0 |
| Російська  | Росія           | Починаючи з iOS 8.3 |

## Безпека та конфіденційність
2 січня 2025 року, як повідомило агентство Reuters, компанія Apple погодилася виплатити $95 млн для врегулювання колективного позову, який звинувачує її голосового помічника Siri в несанкціонованому записі та передачі особистих розмов користувачів рекламодавцям. Власники мобільних пристроїв заявили, що Apple регулярно записувала їхні приватні розмови після випадкової активації Siri, а потім передавала ці дані третім сторонам, включно з рекламодавцями. Компанія Apple досягла попередньої угоди в рамках якої, користувачі можуть отримати до $20 за кожен пристрій із Siri, яким вони користувалися.